# Carl L. Siegel
Carl Ludwig Siegel (1896-1981) là nhà toán học người Đức. Ông cùng với Israel Gelfand trở thành những chủ nhân đầu tiên của Giải Wolf về Toán học. Ông được coi là một trong những nhà toán học quan trọng nhất thế kỷ 20.